# Кароліна Ербанова

Кароліна Ербанова (чеськ. Karolína Erbanová) — чеська ковзанярка,  олімпійська медалістка, призерка чемпіонатів світу, чемпіонка Європи. 
Бронзову олімпійську медаль Ербанова виборола в бігу на 500 м на Пхьончханській олімпіаді 2018 року.
Ербанова відвідувала ту ж школу, що й олімпійська чемпіонка зі сноубордингу Ева Самкова. У молодості вона бігала на лижах і грала в хокей, але з 13 років почала серйозно займатися бігом на ковзанах. Спочатку їй пророкували успіхи на середніх дистанціях, але поступово вона перейшла на спринт.

## Зовнішні посилання
- Досьє на speedskatingnews [Архівовано 5 липня 2017 у Wayback Machine.]

## Виноски
1. 1 2  Чеська національна авторитетна база даних
2. 1 2  regional database of the  Research Library in Hradec Králové
3. ↑  Freebase Data Dumps — Google.
4. 1 2  https://hokej.cz/hrac/10096888
5. ↑  Women's 500 metres results (PDF). Архів оригіналу (PDF) за 18 лютого 2018. Процитовано 5 квітня 2018.